# 28+
O restaurante 28+ é um restaurante gourmet da cidade sueca de Gotemburgo, localizado na rua Götabergsgatan 28.

O 28+ tem como perfil a confeção de pratos suecos e franceses com produtos ecológicos produzidos na proximidade.

## Guia Michelin
O restaurante 28+ recebeu uma estrela no Guia Michelin 2014.